# Kukuli Morante
Kukuli Milagros Morante Silva (Lima, 22 de octubre de 1980) es una actriz, locutora radial, animadora y profesora de actuación peruana. Es más conocida por el rol estelar de Gladys Rengifo en la serie Al fondo hay sitio.

## Carrera
En 2007, Morante debuta en la televisión participando en la telenovela Un amor indomable, emitida por ATV. 
En 2008, Morante protagoniza la miniserie policial La Fuerza Fénix junto a Cati Caballero, Stephany Orúe y Karina Jordán. 
En 2009, iba a participar en la serie televisiva Al fondo hay sitio, interpretando a una de las amigas de Pepe (David Almandoz) y Tito (László Kovács), pero finalmente termina abandonando el rol por motivos personales. 
En 2010, luego de actuar en la miniserie Operación Rescate, finalmente se une al elenco principal de la serie Al fondo hay sitio de América Televisión, esta vez en el papel de Gladys Rengifo, la nueva novia de Miguel Ignacio de las Casas. En la cuarta temporada termina su participación en la serie. Regresa como parte del elenco principal en la sexta temporada de la serie. En el 2016, aparece como invitada especial en los últimos episodios de la serie y participó como rol recurrente en 2025.
En 2017, actúa en la serie De vuelta al barrio interpretando a Chechi González. Durante esa época, inicia su colaboración con la productora Sinargollas, participando en las películas Utopía y Reinas sin corona.
En 2022, participa en la telenovela Maricucha con el rol de Inés Belmonte.
En 2024, participa como antagonista en la telenovela Pituca sin lucas, compartiendo roles con Emilia Drago, Jorge Aravena y Gustavo Mayer.

## Vida personal
En el año 2008, mantuvo una relación sentimental con el actor Claudio Calmet, con quién engendró a su hijo Kamil Calmet, nacido en 2014.
Desde 2023, anuncia su nuevo noviazgo con Arnold Perochena.

## Filmografía

### Cine
| Año  | Título                                         | Personaje                   | Notas                       | Ref.  |
| ---- | ---------------------------------------------- | --------------------------- | --------------------------- | ----- |
| 2006 | La segunda llamada                             | Sarah                       | Cortometraje                |       |
| 2006 | La segunda llamada                             | Sarah                       | Rol principal               |       |
| 2010 | Absolución                                     | Doctora                     | Cortometraje                |       |
| 2010 | Absolución                                     | Doctora                     | Rol principal               |       |
| 2012 | La disfunción del rey (The King's Disfunction) | Reina Elizabeth             | Cortometraje                |       |
| 2012 | La disfunción del rey (The King's Disfunction) | Reina Elizabeth             | Rol principal               |       |
| 2012 | La historia de Hue Bond                        | Reina Elizabeth             | Cortometraje                |       |
| 2012 | La historia de Hue Bond                        | Reina Elizabeth             | Rol de invitada especial    |       |
| 2013 | 007 - Hue Bond: Un polvo no basta              | Reina Elizabeth             | Cortometraje                |       |
| 2013 | 007 - Hue Bond: Un polvo no basta              | Reina Elizabeth             | Rol de invitada especial    |       |
| 2018 | Caiga quien caiga                              | Jacqueline «Jackie» Beltrán | Rol principal (Antagonista) |       |
| 2018 | Utopía, la película                            | Claudia Lao                 | Rol principal               |       |
| 2019 | Jugo de tamarindo                              |                             | Rol secundario              |       |
| 2022 | Sugar en aprietos                              |                             | Rol principal               | [ 7 ] |
| 2023 | Reinas sin corona                              | Miss Doris                  | Rol principal               |       |
| 2024 | Hierba buena, hierba mala                      | Camarada Cristina           | Rol principal               | [ 8 ] |

### Televisión

#### Series y telenovelas
| Año        | Título                                      | Personaje                                                   | Notas                                           | Ref. |
| ---------- | ------------------------------------------- | ----------------------------------------------------------- | ----------------------------------------------- | ---- |
| 2007       | Un amor indomable                           | Chaska                                                      | Rol principal                                   |      |
| 2008       | Los Jotitas                                 | Danitza                                                     | Rol principal                                   |      |
| 2008       | La Fuerza Fénix                             | Diana Mendoza                                               | Rol protagónico                                 |      |
| 2008–2009  | Magnolia Merino, la historia de un monstruo | Milú Acosta                                                 | Rol recurrente                                  |      |
| 2009       | Clave uno: Médicos en alerta                | Rupy                                                        | Rol recurrente                                  |      |
| 2010       | Operación rescate                           | Mariana                                                     | Rol recurrente                                  |      |
| 2010–2012  | Al fondo hay sitio                          | Gladys Estela Rengifo Mera «La Gladys» / Estrellita del Mar | Rol principal                                   |      |
| 2014       | Al fondo hay sitio                          | Gladys Estela Rengifo Mera «La Gladys» / Estrellita del Mar | Rol principal                                   |      |
| 2015       | Al fondo hay sitio                          | Gladys Estela Rengifo Mera «La Gladys» / Estrellita del Mar | Material de archivo                             |      |
| 2016, 2025 | Al fondo hay sitio                          | Gladys Estela Rengifo Mera «La Gladys» / Estrellita del Mar | Rol de invitada especial                        |      |
| 2012       | Solamente milagros                          | Mirella                                                     | Rol protagónico (Episodio: Segunda oportunidad) |      |
| 2013       | Mi amor, el wachimán 2                      | Analía                                                      | Rol principal (Antagonista)                     |      |
| 2013       | Los amores de Polo                          | Novicia Esperanza                                           | Rol principal                                   |      |
| 2015       | Acusados                                    | Silvana Navarro                                             | Rol principal                                   |      |
| 2017       | Solo una madre                              | Azucena Rosas Flores de López                               | Rol principal                                   |      |
| 2017       | De vuelta al barrio                         | Cecilia Betsabe «Chechi» González Santos                    | Rol recurrente (Antagonista secundaria)         |      |
| 2019–2020  | Chapa tu combi                              | Congresista Jenny Condorillo Méndez de Betancourt           | Rol recurrente                                  |      |
| 2020       | La rosa de Guadalupe Perú                   | Aurora                                                      | Episodio: «Una nueva familia»                   |      |
| 2025       | La rosa de Guadalupe Perú                   | Angelita                                                    | Episodio: «Dulce olor a rosas»                  |      |
| 2025       | La rosa de Guadalupe Perú                   | Vanesa Ugarte                                               | Episodio: «Tatuaje»                             |      |
| 2022       | Maricucha                                   | Inés Belmonte                                               | Reparto recurrente                              |      |
| 2024       | Pituca sin lucas                            | Conchita Méndez                                             | Reparto principal                               |      |

#### Programas
| Año  | Título                               | Rol                         | Notas | Ref.  |
| ---- | ------------------------------------ | --------------------------- | --- | ----- |
| 2010 | El gran show                         | Gladys Rengifo (Ella misma) | Invitada especial (Secuencia: El desafío) (Con Carlos Solano, el elenco de Al fondo hay sitio y Los Conquistadores de la salsa) |       |
| 2013 | América espectáculos                 | Ella misma                  | Entrevistada |       |
| 2014 | América espectáculos                 | Ella misma                  | Entrevistada |       |
| 2014 | Gisela, el gran show                 | La Gladys (Ella misma)      | Concursante invitada (Secuencia: Mi hombre puede) (Con Carlos Solano)                                                           |       |
| 2014 | Estás en todas                       | La Gladys (Ella misma)      | Invitada especial |       |
| 2014 | Dr. TV                               | Ella misma                  | Invitada especial |       |
| 2014 | RPP noticias                         | Ella misma                  | Invitada especial |       |
| 2015 | Amor, amor, amor                     | Ella misma                  | Invitada especial |       |
| 2016 | Los reyes del playback               | Ella misma                  | Concursante |       |
| 2019 | Los reyes del playback               | Ella misma                  | Concursante |       |
| 2016 | Mi gran película                     | Ella misma                  | Programa web |       |
| 2016 | Mi gran película                     | Ella misma                  | Invitada especial |       |
| 2016 | Cinescape                            | Ella misma                  | Invitada especial |       |
| 2017 | Cinescape                            | Ella misma                  | Invitada especial |       |
| 2018 | Un día en el mall                    | Ella misma                  | Invitada especial |       |
| 2018 | Tunait                               | Ella misma                  | Invitada especial |       |
| 2019 | Combinado                            | Ella misma                  | Invitada especial |       |
| 2020 | Sin nombre                           | Ella misma                  | Invitada especial |       |
| 2020 | Te reto en casa                      | Ella misma                  | Concursante |       |
| 2022 | ATV noticias                         | Ella misma                  | Invitada especial |       |
| 2022 | Damián y el Toyo: Fuera de bromas    | Doctora (Ella misma)        | Programa web para YouTube |       |
| 2022 | Damián y el Toyo: Fuera de bromas    | Doctora (Ella misma)        | Invitada especial |       |
| 2022 | Plano detalle                        | Ella misma                  | Invitada especial |       |
| 2022 | ChiquiWilo                           | Ella misma                  | Invitada especial |       |
| 2022 | América hoy                          | La Gladys (Ella misma)      | Invitada especial | [ 9 ] |
| 2022 | Sábados en familia                   | Ella misma                  | Concursante invitada |       |
| 2023 | Por algo pasan las cosas             | Ella misma                  | Invitada especial |       |
| 2023 | Reporte semanal                      | Ella misma                  | Entrevistada |       |
| 2024 | Reporte semanal                      | Ella misma                  | Entrevistada |       |
| 2023 | Arriba mi gente                      | Ella misma                  | Artista invitada |       |
| 2024 | Arriba mi gente                      | Ella misma                  | Artista invitada |       |
| 2024 | El gran chef famosos: El restaurante | Ella misma                  | Refuerzo especial |       |

### Vídeos musicales
| Año  | Título          | Personaje       | Notas                             | Ref. |
| ---- | --------------- | --------------- | --------------------------------- | ---- |
| 2010 | Quédate conmigo | La Gladys       | De Rommy Marcovich                |      |
| 2023 | Malita mala     | Interés amoroso | De Los Conquistadores de la Salsa |      |

### Spots publicitarios
- América Televisión (2010) como La Gladys.
- Frugo Kards: Al fondo hay sitio (2010) como La Gladys.
- Carrera INABIF 7K – Corre por los niños (2014).
- Tu madre, la concha.
- Lovers (2017).

### Giras televisivas
- Al fondo hay sitio: Festival Peruano de Nueva Jersey (2010).[10]
- Al fondo hay sitio: Estadio Santa Cruz de Bolivia (2010).[11]
- Al fondo hay sitio: Estadio Santa Cruz de Bolivia (2012).[12]

## Otros medios

### Teatro
| Año       | Título                             | Personaje               | Notas                 | Ref.                 |
| --------- | ---------------------------------- | ----------------------- | --------------------- | -------------------- |
| 2009      | Guillermo Tell                     | Hedwige                 | Rol principal         |                      |
| 2010      | La tropa de la amistad             |                         | Rol principal         |                      |
| 2010–2012 | Al fondo hay sitio                 | La Gladys               | Rol principal         |                      |
| 2012      | Fantabuloso                        |                         | Rol principal         | [ 13 ]               |
| 2013      | Mi amor, el wachimán 2: El musical | Analía                  | Rol principal         |                      |
| 2015      | Monólogos de la vagina             |                         | Rol protagónico       | [ 14 ]               |
| 2016      | Papito piernas largas              | Jerusha «Judy» Abott    | Rol protagónico       | [ 15 ]               |
| 2016      | Papito piernas largas              | Jerusha «Judy» Abott    | Teatro: Teatro Canout | [ 15 ]               |
| 2016      | Buscando a la mujer perfecta       | Pepa                    | Rol protagónico       | [ 16 ]               |
| 2016      | Buscando a la mujer perfecta       | Elena                   | Rol protagónico       | [ 16 ]               |
| 2016      | Buscando a la mujer perfecta       | Marisol                 | Rol protagónico       | [ 16 ]               |
| 2016      | Buscando a la mujer perfecta       | Linda                   | Rol protagónico       | [ 16 ]               |
| 2016      | Un cuento de cuentos               |                         | Rol protagónico       | [ 17 ]               |
| 2016      | Un cuento de cuentos               | Dirección: Joel Ezeta   |                       | [ 17 ]               |
| 2017      | Lovers                             | Playni                  | Rol protagónico       | [ 18 ]               |
| 2017      | Tres damas y un gigolo             |                         | Rol protagónico       | [ 19 ]               |
| 2017      | El enfermo imaginario              | Bélisa                  | Rol principal         |                      |
| 2018      | Querida me encogí                  | Cindy                   | Rol protagónico       | [ 20 ]               |
| 2018      | La trampa                          | La esposa               | Rol protagónico       | [ 21 ]               |
| 2018      | La cena                            |                         | Rol principal         | [ 22 ]               |
| 2019      | Se necesita bebé                   | Ketty Harrison          | Rol protagónico       | [ 23 ]               |
| 2019      | Los cerdos no miran al cielo       | Esposa del Cauchero     | Rol principal         |                      |
| 2020      | Clase Zoom                         | Profesora Diana Alarcón | Rol protagónico       | [ 24 ]               |
| 2020      | Sí papá, yo me porto bien          |                         | Rol principal         | [ 25 ]               |
| 2020      | Comité paranormal                  |                         | Rol protagónico       |                      |
| 2020      | Encerradas                         |                         | Rol protagónico       | [ 26 ]               |
| 2021      | Despedida de soltera               | La amiga                | Rol protagónico       | [ 27 ]               |
| 2021      | Caso Luciana                       | Psicóloga               | Rol protagónico       | [ 28 ] [ 29 ] [ 30 ] |
| 2023      | Clínica de la luz                  | Varios personajes       | Roles protagónicos    |                      |

### Radio
| Año           | Título             | Rol       | Canal              | Ref. |
| ------------- | ------------------ | --------- | ------------------ | ---- |
| 2012–2019     | Naturaleza Animal  | Locutora  |                    |      |
| 2019          | Radio Cumbia Mix   | Locutora  | Radio Cumbia Mix   |      |
| 2020–presente | Radio Panamericana | Locutora  | Radio Panamericana |      |
| 2020–presente | Radio Panamericana | Operadora | Radio Panamericana |      |

### Eventos

#### Circos
- Circo de Al fondo hay sitio (2010) como Gladys Rengifo (Ella misma).[31]

#### Otros
- Carrera INABIF 7K – Corre por los niños.